# Coptoprepes casablanca
Coptoprepes casablanca là một loài nhện trong họ Anyphaenidae.
Loài này thuộc chi Coptoprepes. Coptoprepes casablanca được miêu tả năm 2009 bởi Werenkraut & M. J. Ramírez.